# Miguel da Madre de Deus da Cruz
Miguel da Madre de Deus da Cruz, OFM (Torre de Moncorvo, 8 de maio de 1739 - Braga, 21 de agosto de 1827) foi um frade franciscano, sacerdote católico português, quarto bispo de São Paulo e quinquagésimo nono arcebispo de Braga. Era visconde da corte portuguesa.
Era frade franciscano e foi ordenado sacerdote em 24 de setembro de 1763.

## Episcopado
A nomeação régia de Dom Miguel para bispo de São Paulo ocorreu no reinado de Dona Maria I . No dia 17 de dezembro de 1791, aos 52 anos, foi confirmado, por Breve do Papa Pio VI, Bispo de São Paulo.
Foi sagrado bispo no dia 29 de abril de 1792, pelas mãos de Dom Antonio Cayetano Maciel Calheiros, bispo-auxiliar de Lisboa, e co-ordenado por Domingos da Encarnação Pontevel, bispo da Mariana e José Maria Sisto y Britto. Alegando problemas de saúde, não tomou posse como Bispo da Diocese de São Paulo, renunciando a 22 de janeiro de 1795.
Privando da amizade da rainha Dona Maria I, conseguiu ser indicado para arcebispo de Braga, sendo confirmado pelo Papa Pio VII a 4 de setembro de 1815. Como primaz teve um governo atribulado. Tendo estado na prisão de Buçaco,  apresentou sinais de senilidade, sendo que o governo diocesano ficou praticamente nas mãos de seu secretário, António Bernardo da Fonseca Moniz, abade de Beiriz,que acabou nomeado bispo do Porto.
Com a renúncia do bispo, foi nomeado Vigário capitular o Cônego Doutor Antônio José de Abreu, para o período de 22 de outubro de 1789 a 13 de março de 1794. Desistindo do cargo, assumiu o Arcipreste Paulo de Sousa Rocha, que permaneceu no cargo até a vinda de Dom Mateus de Abreu Pereira. Este foi o mais longo período de sede vacante em São Paulo.

## Brasão
Descrição: Escudo eclesiástico, partido: o 1º de blau,com um braço humano vestido de sable, movente do flanco dextro, e outro de carnação, movente do flanco senestro, passados em aspa e com ambas as mãos chagadas de goles, encimados de uma cruz latina de jalde,tendo em ponta uma rocha de argente – Armas da Ordem Franciscana; o 2º cortado: sendo I: de jalde com cinco flores-de-lis de goles,postas em sautor e um chefe do segundo, carregado de uma cruz florenciada e vazia do primeiro - armas dos Rodrigues; II de goles com um leão de argente, bordadura de blau carregada de oito aspas de jalde - Armas modificadas da família Leão. O escudo está assente em tarja branca. O conjunto pousado sobre uma cruz trevolada de ouro, com um coronel de visconde, entre uma mitra de prata adornada de ouro, à dextra, e de um báculo do mesmo, a senestra, para onde se acha voltado. O todo encimado pelo chapéu eclesiástico com seus cordões em cada flanco, terminados por seis borlas cada um, tudo de verde. Mais tarde, quando arcebispo, foram-lhe acrescentados: mais quatro borlas verdes em cada cordão, o pálio e mais um traço na cruz.
Interpretação: O escudo obedece as regras heráldicas para os eclesiásticos. Os campos representam as armas da  família religiosa e da família materna do bispo, nascido da nobreza lusitana.  No 1º, a cor blau (azul) representa o manto de Maria Santíssima e, heraldicamente, significa: justiça, serenidade, fortaleza, boa fama e nobreza; os braços representam os membros de Nosso Senhor Jesus Cristo e de São Francisco de Assis, na  recepção das chagas; a cruz é o sinal da fé cristã e da salvação, e seu metal, jalde, (ouro) simboliza: nobreza, autoridade, premência, generosidade, ardor e descortínio. No 2º, o campo goles(vermelho) simboliza o fogo da caridade inflamada no coração do bispo, bem como valor e socorro aos necessitados, o metal jalde (ouro) tem o significado já descrito acima, a cor blau (azul) tem o significado também acima descrito, e o metal argente (prata) simboliza a inocência, a castidade, a pureza e a eloqüência, virtudes essenciais num sacerdote

## Ordenações episcopais
Dom Miguel foi o principal sagrante de:
- Dom Joaquim de Meneses e Ataíde OSA

E foi consagrante de:
- Dom José Caetano da Silva Coutinho